# Религија у Еритреји
Религија у Еритреји углавном се састоји од аврамских религија. Од маја 2002. године, еритрејска Влада је званично признала еритрејску оријентално-православну цркву, еритрејску католичку цркву и евангелистичку лутеранску цркву, као и ислам. Све друге вероисповести и божанства морају се прво регистровати. Између осталог, систем Владе Еритреје захтева од верских група да поднесу личне информације о њиховом чланству да би им се омогућило да буду верници.
Две највеће религије у Еритреји су хришћанство и ислам, међутим, број присталица је предмет расправе. Године 2010. Стејт департмент је на основу процена објавио податке да су 50% становништва Еритреје хришћани, а око 48% муслимани. У 2017. години 51,6% популације Еритреје били су муслимани, док су 46,6% били хришћани. Преосталих 2% становника практиковало је друге религије, укључујући традиционалне вере и анимизам.
Краљевство Аксум које је покривало већи део данашње територије Еритреје и региона Тиграј у северној Етиопији настало је негде око 1. или 2. века. Аксумити су подигли велики број стела које су служиле у религијске сврхе пре хришћанског доба. Након 200 година од формирања краљевства, у њему је усвојено хришћанство, под краљем Езаном. Еритреја је такође била једно од првих исламских насеља у Африци, јер је група муслимана која се суочавала са прогоном у Меки, мигрирала у Краљевство Аксум.

## Вере и деноминације
Деноминације религија у Еритреји се такође разликују од извора до извора. По истраживачком центру Пју, 57,7% популације су православци, 4,6% католици, а 0,7% други хришћани. Други извори наводе да постоји 58% православаца, 5% римокатолика и мање од 1% протестаната. Државни сектетаријат објавио је податак да су 30% становништва православци, 13% римокатолици и други што укључује протестанте, припаднике хришћанске адвентистичке цркве, јеховине сведоке, будисте, хиндусе и припаднике бахаи вере, а сви они чине мање од 5% укупног становништва Еритреје.
Стејт департмент објавио је податке да су 50% становништва Еритреје сунитски муслимани, без података о припадницима шиизма. Према истраживачком центру, 2009. године мање од 1% популације чинили су припадници шиизма.
Око 0,9% становништва припадници су традиционалних афричких религија или других вера. Атеизам је слабо заступљен, а религиозност је заступљена веђу свим народима у Еритреји.
Све верске групе, осим четири званично признате — еритрејске православне цркве, евангелистичке лутеранске цркве, римокатоличке цркве и ислама  морају бити регистроване да би деловале. Ипак, Влада Еритреје одбила је да региструје било које друге верске групе упркос томе што неке од њих испуњавају услове.
| Регион                                                      | Популација | Хришћани | Муслимани | Остали |
| ----------------------------------------------------------- | ---------- | -------- | --------- | ------ |
| Макел, ዞባ ማእከል                                              | 1,053,254  | 94%      | 5%        | 1%     |
| Дебаб, ዞባ ደቡብ                                               | 1,476,765  | 89%      | 11%       | <1%    |
| Гаш-Барка, ዞባ ጋሽ ባርካ                                        | 1,103,742  | 36%      | 63%       | 1%     |
| Ансеба, ዞባ ዓንሰባ                                             | 893,587    | 39%      | 61%       | <1%    |
| Семенави Кејих Бахри, Semienawi Keyih Bahri ዞባ ሰሜናዊ ቀይሕ ባሕሪ | 897,454    | 12%      | 87%       | <1%    |
| Дебубави Кејих Бахри, Debubawi Keyih Bahri ዞባ ደቡባዊ ቀይሕ ባሕሪ  | 398,073    | 37%      | 62%       | <1%    |

## Аврамске религије
Сматра се да је јудаизам постао важна религија у Еритреји и Етиопији пре него што је хришћанство почетком 4. века постало званична религија Краљевине Аксум (данашња Етиопија и Еритреја). Ислам се ширио у Етиопију и Еритреју око 615. године доласком Осман ибн Афана, једног од асхаба пророка Мухамеда. Афан је протеран из Саудијске Арабије и отишао у Аксум у региону Тиграј у Етиопији, који је био по заштитом хришћанског краља Армаха.
Католицизам се први пут помиње у Еритреји 1600. године, када је ширен од стране Језуита. Године 1632. ширење католицизма је оспорено из Еритреје због жеље да се православље сачува. У 19. веку, Италијани су почели да доводе Еритреју под њихову сферу утицаја и поново покушали да шире римокатолицизам. Протестантизам је слабо заступљен у Еритреји. У 19. веку појавили су се мисионари који су успоставили лутеранску и евангелистичку цркву. Овим организацијама је дозвољено да наставе са праксом, међутим, нове верске групе су обесхрабрене да успоставе своја седишта у Еритреји.

## Хришћанство
Број хришћана у Еритреји је између 50% и 63% укупне популације. Иако на другим местима на континенту, хришћанство у Африци су првенствено представили европски мисионари, док то није био случај у Еритреји и у региону Тиграј у Етиопији. Краљевство Аксум које је било на данашњем северном делу региона Тиграј и централна подручја данашње Еритреје имали су везу са светом преко мора, у којем се ширило хришћанство. На подручје Тиграј, хришћанство је стигло у 4. веку и почело да се шири у тадашњем окружењу које су чинили припадници јудаизма и анимизма. Становници овог подручја постали су кроз неко време хришћани пре већег дела Европе и овде је успостављена једна од најстаријих државних цркви у свету. Еритрејски православци имају порекло из источне Африке.

### Локација и идентитет
Већина хришћана живели су у вишим пределима у јужној, централној и деловима северне Еритреје. Већина Тиграња, њих око 60% су хришћани, Кунаи су претежно католици, са мањом количином муслимана и припадницима аутохтоних религија. Око 40% народа Билени су хришћани, а већина њих су католичке вероисповести.

### Еритрејска оријентално-православна црква
Према неким изворима, православни хришћани чине 57,7% становништва Еритреје. Већина хришћанског становништва припадници су еритрејске оријентално-православне цркве, а они су претходно припадали етиопској оријентално-православној цркви. Еритрејска црква призната је од стране коптске оријентално-православне цркве 1993. године, а 1994. године и признале су их и остале цркве.

### Католицизам
Католици чине 4,6% популације Еритреје. Еритрејска католичка црква и римокатоличка црква имају епархије у градовима Асмара, Керен и Баренту. Католици у Еритреји углавном прате гиз варијанту обреда, али се користе и римокатолички. У држави постије четири територијалне надлежности познате као епархије. Пре италијанске владавине у Еритреји, католицизам је уведен у земљу од стране Лазариста. Данас католици у Еритреји користе гиз језик, иако се литургије и даље воде на италијанском и латинском језику, за мали италијанску и италијанско-еритрејску заједницу у Асмари.
Када је Еритреја била италијанска колонија, сви колонисти и италијанска војска били су припадници латинске католичке цркве, а 1940. године чинили су 11% од укупног становништва. Током италијанске владавине у Еритреји скоро 28% људи били су католици.

### Протестантизам
Протестанти у Еритреји чине између 1% до 5% хришћана. Протестантска црква укључује заједнице попут евангелистичке цркве Исус и евангелистичке лутеранске цркве Еритреје. Године 1926, шведски мисионари су основали евангелистичко лутеранску цркву Еритреје. Међутим, било је напетости између њих и католичке цркве, јер су римокатолички Италијани обесхрабривали ширење протестантизма у својој колонији, па чак и постављали забране и бројна ограничења на активности шведских мисионара. Лутеранска црква Еритреје и њени шведски и еритрејски мисионари превели су Библију са гиз језика на тигријански и друге локалне језике. Њихов примарни циљ био је да просветљују људе кроз образовање.

### Ислам
Муслимани чине 36% до 50% становништва Еритреје. Ислам је први пут стигао у регион када су имигранти из Меке прогоњени од стране Курејша. Прогнани муслимани прихваћени су у Краљевство Аксум, а настанили се највише у региону Тиграј у данашњој Етиопији. Сам Мухамед упутио је следбенике, који су дошли у Аксум, да га поштују и штите, као и да живе у миру са хришћанима. Крајем 11. века на архипелагу Дахлак основан је муслимански султанат.
Ислам се касније ширио у Еритреји под Османским царством када су многе етничке групе Еритреје преузеле ислам. Крајем 19. века, током владавине Јоханеса IV, део народа Тиграјанаца који је преузео ислам, протеран је из својих домова, а уточиште су пронашли у оближњим северним деловима земље, изван домашаја краљевске власти.
Већина муслимана у Еритреји данас насељава источне и приморске низије, као и западне низије у близни границе са Суданом. Највећи број њих припадају афричким и азијским заједницама, посебном етничким групама као што су Тигри, Сахо, Афари, Рашаида, Беџа и Билени. Око 5% народа Тигри су муслимани, познатији као Џербети, а они тврде да имају порекло из Јемена.
Већина етничких мањина из нило-сахарског говорног подручја су муслиманске вероисповести.

## Јудаизам
Верује се да је у 4. веку хришћанство постало званична религија на овом простору. Сви они који су је одбили били су принуђени да затраже уточишта у планинама јужне Етиопије. Ово објашњава велике концентрације Јевреја у Гондару и јужном делу региона Тиграј.
Верује се да су јеврејску заједницу у Еритреји створили јеменски Јевреји који су стигли на ово подручје у 19. веку. Јеврејско становништво се након тога повећало због миграција у Јеритреју, где су долазили да побегну од антисемитских режима који су били на снази у Европи. Многи од њих су се вратили у Израел 1848. године Током Еритрејског рата за независност, државу је напустио велики број Јевреја, а поновна емиграција у Израел била је седамдесетих година. Јудаизам није призната религија у Еритреји, а данас припадника ове религије готово уопште нема на простору Еритреје.

## Попис
| Етничка група | Регион                      | Популација | Проценат | Хришћани | Муслимани | Остали |
| ------------- | --------------------------- | ---------- | -------- | -------- | --------- | ------ |
| Тигрињани     | Макел, Дебаб                | 3,319,680  | 57%      | 91%      | 8%        | 1%     |
| Тигри         | Гаш-Барка, Ансеба           | 1,630,720  | 28%      | 6%       | 90%       | 4%     |
| Народ Сахо    | Семенави Кејих Бахри, Дебаб | 232,960    | 4%       | 7%       | 93%       | <0.1%  |
| Народ Кунама  | Гаш-Барка                   | 174,720    | 3%       | 41%      | 23%       | 36%    |
| Афари         | Дебубави Кејих Бахри        | 174,720    | 3%       | 2%       | 98%       | <0.1%  |
| Билени        | Ансеба                      | 116,480    | 2%       | 48%      | 47%       | 5%     |
| Народ Нара    | Гаш-Барка                   | 58,240     | 1%       | 14%      | 85%       | 1%     |
| Народ Беја    | Гаш-Барка, Ансеба           | 58,240     | 1%       | 1%       | 98%       | 1%     |
| Рашаиди       | Семенави Кејих Бахри        | 58.240     | 1%       | <0.1%    | 99%       | <0.1%  |